# Nozze per i bastardi di Pizzofalcone
Nozze per i bastardi di Pizzofalcone è un romanzo giallo dello scrittore italiano Maurizio De Giovanni del 2019.
Il romanzo è l'ottavo tra quelli ambientati nel commissariato di Pizzofalcone, ma il nono con protagonista l'ispettore Giuseppe Lojacono, personaggio che è apparso per la prima volta nel romanzo Il metodo del coccodrillo.

## Trama
Un momento che dovrebbe essere meraviglioso si trasforma in tragedia. Incaricati delle indagini sono ancora loro: i Bastardi di Pizzofalcone. Un nuovo caso per la squadra di poliziotti più scalcinata e infallibile della questura partenopea.
Una ragazza, nuda, in una grotta che affaccia su una spiaggia appartata della città; l'hanno uccisa con una coltellata al cuore. Un abito da sposa che galleggia sull'acqua. In un febbraio gelido che sembra ricacciare indietro nell'anima i sentimenti, impedendogli di uscire alla luce del sole, Lojacono e i Bastardi si trovano a indagare su un omicidio che non ha alcuna spiegazione evidente. O forse ne ha troppe. Ognuno con il proprio segreto, ognuno con il proprio sogno ben nascosto, i poliziotti di Pizzofalcone ce la metteranno tutta per risolvere il mistero: la ragazza della grotta lo esige. Perché non solo qualcuno le ha tolto il futuro, ma lo ha fatto un attimo prima di un giorno speciale. Quello che doveva essere il più bello della sua vita.

## Edizioni
- Maurizio De Giovanni, Nozze per i bastardi di Pizzofalcone, Stile Libero Big, Einaudi, 2019, ISBN 978-88-06-23720-2.